# Piero Fornasetti
Piero Fornasetti (* 10. November 1913 in Mailand, Italien; † 15. Oktober 1988 ebenda) war ein italienischer Maler, Bildhauer, Kunsthandwerker und Innenarchitekt.

## Leben und Wirken
Piero Fornasetti erhielt 1930 ein Stipendium der Accademia di Belle Arti di Brera. Nach einem zweijährigen Studium der Malerei wurde er der Schule verwiesen, blieb jedoch weiter als Maler in Mailand tätig. 1933 nahm er zum ersten Mal an einer Ausstellung teil. Bei der Mailänder Triennale stellte er bemalte Seidenschals aus. Fornasetti fertigte in den 1930er Jahren mit dem Architekten Giò Ponti Grafiken und Magazine und druckte für Künstler wie Massimo Campigli, Giorgio de Chirico und Lucio Fontana Lithografien und Kataloge. Er entwickelte sich dabei von der figurative Malerei über die Lithografie zur collagenhaften Innenarchitektur und zum Bühnenbild. Die Jahre 1943 bis 1946 verbrachte Fornasetti im schweizerischen Exil. In Genf gestaltete er während dieser Zeit das Bühnenbild für Albert Camus’ Uraufführung von Caligula.
Nach seiner Rückkehr nach Italien gründete er seine eigene Manufaktur. In seiner künstlerischen Arbeit verband Fornasetti Kunst mit Kunsthandwerk. Er bedruckte Seidenschals, Porzellan und später auch Möbel. 1959 erhielt er den Neiman-Marcus-Award. Im Laufe seines Lebens schuf Fornasetti mehr als 11.000 verschiedene Kunstobjekte. Sein Markenzeichen war das Frauengesicht, das er in der Serie „Tema e Variazioni“ verwendete. Es basiert auf einem Porträt der Sängerin Lina Cavalieri.